# Gat ragdoll

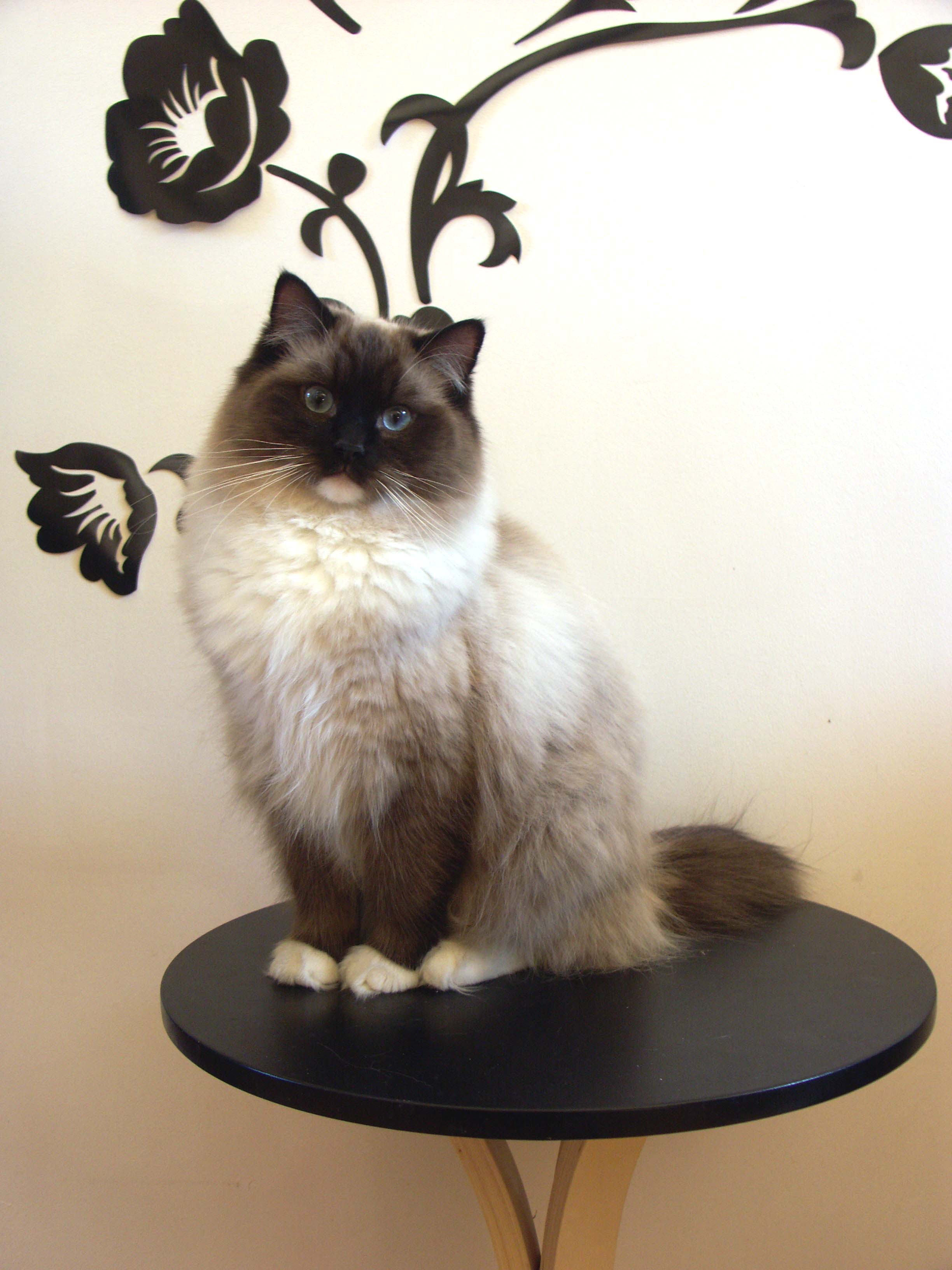
Femella de gat ragdoll

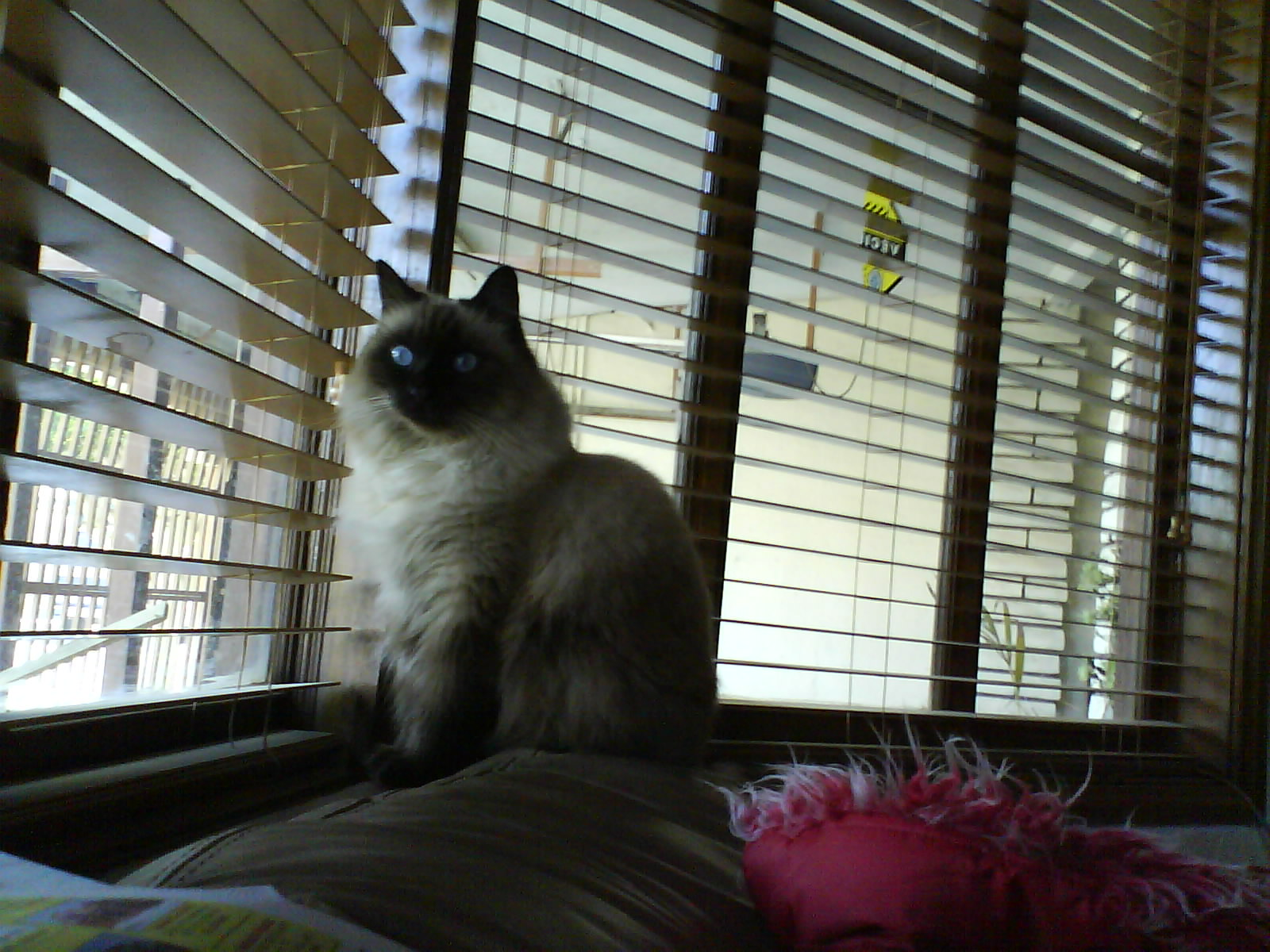
Gat ragdoll

El gat ragdoll (en anglès literalment 'nina de drap') és una raça de gat característica per la seva docilitat extrema. Els ragdolls adoren als seus amos humans i no els agrada estar sols.  Mutacions naturals i encreuaments selectius forçats entre races molt domèstiques com la siamesa, la persa i la birmana han privat a aquest gat de qualsevol instint de defensa. Reacciona poc al perill, es mostra dòcil i tranquil. És un gat casolà i molt intel·ligent.
Una particularitat del ragdoll consisteix en el fet que quan és pres en braços és capaç d'afluixar completament els seus músculs i relaxar-se del tot, fins a tornar-se inert i tou com un ninot. Aquesta característica és la que justament explica l'origen de la seva denominació. Una altra característica és la seva veu, que és molt dèbil, i rarament miola, fins al punt que és necessari vigilar-lo per assegurar-se que no hi hagi cap problema.

## Història
Aquesta raça es va originar a Califòrnia a la dècada de 1960, a partir d'una gata d'angora anomenada Josephine. Segons explica la història la gata va ser atropellada per un cotxe (també es va arribar a dir que en l'accident va perdre un ull, encara que només són suposicions) i durant el període en què va estar lesionada s'explica que uns estudiants es van fer càrrec d'ella, i aquesta va arribar a domesticar-se una mica pel fet que vivia en una casa. Quan van néixer els gatets es van adonar que eren enormes (massa per la seva curta edat) i molt dòcils i afectuosos. Així que la senyoreta Ann es va dedicar a buscar la raça perfecta criant amb els fillets de Josephine i altres moltes races, escollides prèviament, per a la munta i que així sortissin els gatets perfectes. Una altra part de la història és que Josephine era una gata persa impura, la qual va ser exposada a la munta amb diverses varietats de gats fins a obtenir el gat ragdoll actual.

## Característiques
El gat ragdoll és un gat de pelatge llarg o semillarg, amb tres varietats de patró: colorpoint, bicolor, i Mitte. Els colorpoint (també conegut com a gen siamès) s'identifiquen perquè tenen un color diferent al blanc en les extremitats, els bicolors dos colors i els Mitte perquè tenen barbeta blanca i "guantets" blancs.
Els colors del pelatge poden ser marró (seal), grisenc (blue), xocolata, i lila, tant a la cara com en els peus. També existeixen amb altres colors menys tradicionals com crema, vermellós com una flama (flame) i tipus linx.
El seu pelatge necessita una cura mínima, i no s'embulla si es pentina regularment.
Els gats de la raça Ragdoll triguen uns tres anys a aconseguir per complet el desenvolupament físic madur. Un Ragdoll adult mascle pot pesar entre 5,4 i 9 quilograms i arribar a mesurar 90 centímetres de llarg, mentre que el pes de la femella oscil·la entre els 4,5 i 6,8 kg.